# Lichères-près-Aigremont
Lichères-près-Aigremont – miejscowość i gmina we Francji, w regionie Burgundia-Franche-Comté, w departamencie Yonne.
Według danych na rok 1990 gminę zamieszkiwało 129 osób, a gęstość zaludnienia wynosiła 8 osób/km² (wśród 2044 gmin Burgundii Lichères-près-Aigremont plasuje się na 781. miejscu pod względem liczby ludności, natomiast pod względem powierzchni na miejscu 589.).